# 熊鍊
熊鍊（1398年—？），字學淵，江西南昌府進賢縣人，明朝政治人物。進士出身。

## 生平
江西鄉試第十二名。宣德五年（1430年）丁丑科會試第五十五名，殿試登進士第二甲第十三名。

## 家族
曾祖父熊□甫。祖父熊伯剛。父亲熊東昇。